# Sankt Ruprecht an der Raab
Sankt Ruprecht an der Raab è un comune austriaco di 5 098 abitanti nel distretto di Weiz, in Stiria; ha lo status di comune mercato (Marktgemeinde). Il 1º gennaio 2015 ha inglobato i comuni soppressi di Etzersdorf-Rollsdorf e Unterfladnitz.